# Dagbani

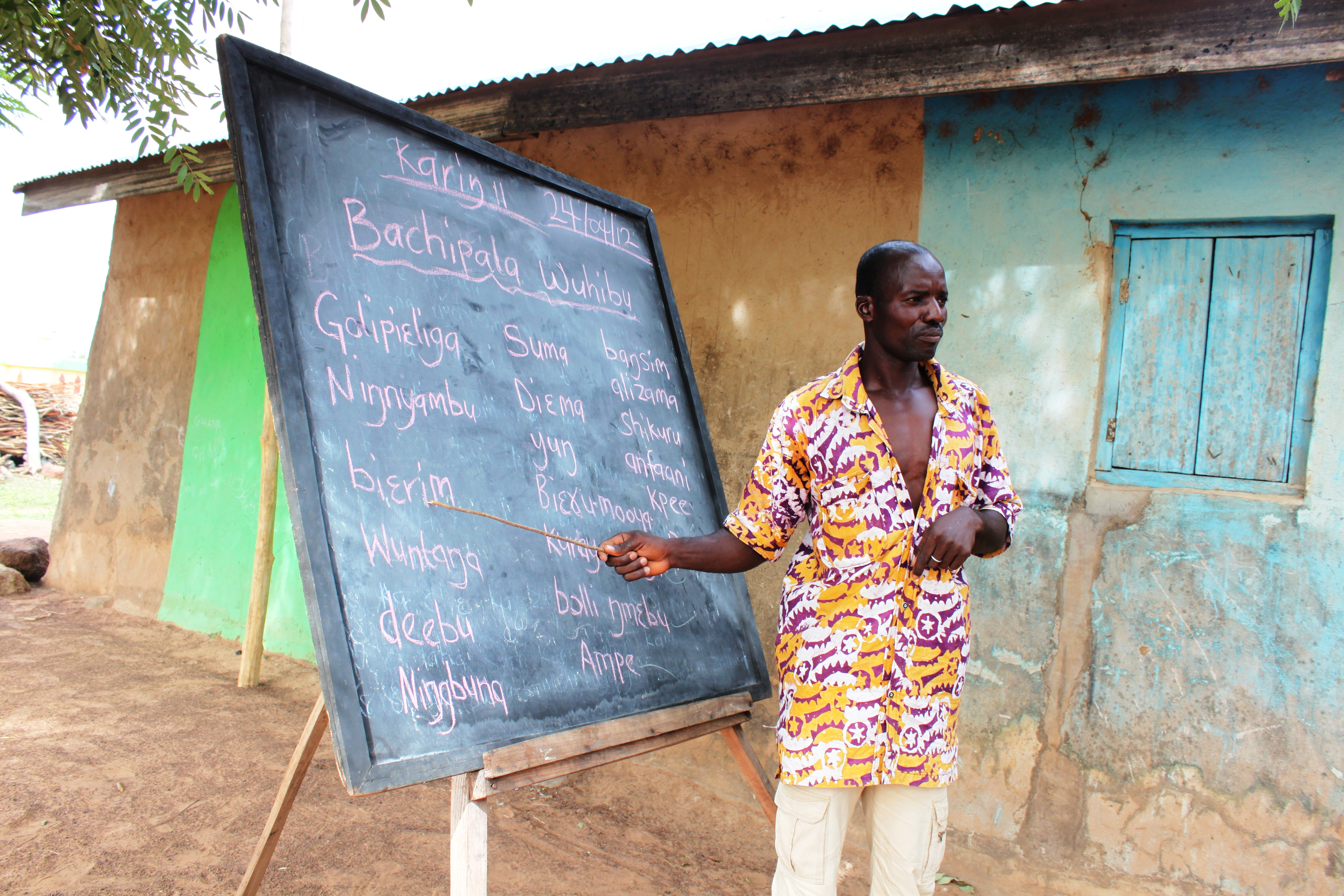
Enseignement de la langue au nord du Ghana.

Le dagbani, aussi appelé dagbane ou dagomba, est une langue du groupe des langues gour parlée par plus d’un million de locuteurs au Ghana, où elle est la langue la plus courante des régions du nord. Elle est parlée principalement par les Dagomba. 
Cette langue est minimalement tonale, mais aussi inflective, avec des terminaisons spéciales modifiant les racines des noms de base, et comporte 23 consonnes et 7 voyelles.

## Écriture
L’orthographe dagbani a été standardisée par le Bureau of Ghana Languages, notamment dans le Language guide version dagbani publié en 1961, et mis à jour et réédité en 1968 et 1976.
| A | B | Ch | D | E | Ɛ | F | G | Gb | Ɣ | H | I | J | K | Kp | L | M | N | Ny | Ŋ | O | Ɔ | P | R | S | Sh | T | U | W | Y | Z | Ʒ | ʼ |
| a | b | ch | d | e | ɛ | f | g | gb | ɣ | h | i | j | k | kp | l | m | n | ny | ŋ | o | ɔ | p | r | s | sh | t | u | w | y | z | ʒ | ʼ |